# Deadstar Assembly
Deadstar Assembly ist eine US-amerikanische Nu-Metal-Band aus Fort Lauderdale, Florida. Die Band vermarktet sich jedoch vornehmlich als Industrial-Metal-Band und erreichte hierüber entsprechende Anerkennung in der schwarzen Szene.

## Bandgeschichte
Die Band wurde vom Sänger und Gitarristen „Dearborn“ in Fort Lauderdale, Florida gegründet; die vorhandenen Songs zusammen mit Luis Daran – einem Techno-Produzenten – weiter ausgearbeitet. Das Line-Up wird binnen kurzer Zeit mit „Mubo“ (ehemals Basic Humans, Keyboard) und „The Dro“ (Bass), sowie Highschool-Freund „Jay“ (zweiter Gitarrist) und Gary Norton (Schlagzeug) komplettiert. Nach Veröffentlichung des Debütalbums über das bandeigene Label beendet „Jay“ die Zusammenarbeit und wird durch „Dreggs“ ersetzt.
Größere Bekanntheit erlangt die Band durch eine Coverversion des Real-Life-Songs Send Me an Angel. Das Lied wird in MTVs Serie Punk’d und für das Xbox-Spiel Project Gotham Racing 3 benutzt. Im weiteren Verlauf geht die Band – teils mit Orgy, The Birthday Massacre und Wednesday 13 – auf Tournee und stellt in dieser Zeit Material für die 2004 veröffentlichte DVD Dark Hole Sessions – Vol.1 zusammen.
2006 trennt sich die Band infolge seines Verhaltens von „Mubo“, der durch „Skuz“ ersetzt wird. Kurz darauf erscheint das Album Unsaved. Die nachfolgende Tour führt die Band auch nach Deutschland. Zum Beginn der Aufnahmen des 2010 erscheinenden Albums Coat of Arms verkündet die Band die Rückkehr ihres ersten Keyboarders „Mubo“.

## Diskografie

### Alben
- 2003: Deadstar Assembly
- 2006: Unsaved
- 2010: Coat of Arms
- 2015: Blame It on the Devil

### DVDs
- 2004: Dark Hole Sessions – Vol.1
- 2008: Dark Hole Sessions – Vol.2

### Musikvideos
- 2003: Send Me an Angel
- 2004: Breathe for Me
- 2006: Killing Myself Again

## Belege
1. ↑  Maßmann, Breda: Deadstar Assembly-Bizarr und intensiv  in Zillo; 20. Mai 2006.
2. ↑  Biografie auf laut.de